# تایلنهوفن
تایلنهوفن (به آلمانی: Theilenhofen) یک شهر در آلمان است که در وایسنبورگ-گونتسنهاوزن واقع شده‌است.